# UEFA Women's Champions League 2015-2016 - Fase a eliminazione diretta
Questa voce raccoglie un approfondimento sulle gare della fase a eliminazione diretta dell'edizione 2015-2016 della UEFA Women's Champions League.

## Squadre partecipanti
Alla fase a eliminazione diretta partecipano 32 squadre, di cui 24 squadre qualificate direttamente ai sedicesimi e le 8 squadre che hanno vinto il proprio girone nel turno preliminare. Le fasce per il sorteggio vengono composte in base al coefficiente UEFA dei club. Nei sedicesimi e negli ottavi di finale non possono essere accoppiate squadre dello stesso Paese. In questa fase le squadre si affrontano in partite di andata e ritorno, eccetto che nella finale.
Teste di serie:
- 1. FFC Francoforte (72,860) (DT)
- Olympique Lione (115,080)
- Wolfsburg (97,680)
- FC Rosengård (69,295)
- Paris Saint-Germain (59,080)
- Brøndby (52,870)
- Fortuna Hjørring (50,870)
- Glasgow City (38,570)
- Zvezda 2005 Perm' (37,520)
- Barcelona (36,530)
- Zurigo (32,910)
- Bayern Monaco (31,680)
- Zorkij Krasnogorsk (29,520)
- Liverpool (24,140)
- AGSM Verona (20,550)
- KIF Örebro (20,295)

Non teste di serie:
- Standard Liegi (19,610)
- Chelsea (19,140)
- Olimpia Cluj (17,620)
- Spartak Subotica (15,620)
- St. Pölten-Spratzern (14,725)
- Twente (14,610)
- Brescia (14,550)
- Slavia Praga (13,560)
- Atlético Madrid (13,530)
- PK-35 Vantaa (13,290)
- PAOK Salonicco (12,965)
- BIIK Kazygurt (12,940)
- Stjarnan (12,610)
- LSK Kvinner FK (12,075)
- Medyk Konin (11,105)
- Minsk (5,130)

## Calendario
L'UEFA ha fissato il calendario della competizione e gli abbinamenti che saranno necessari nello svolgersi del torneo nella sua sede di Nyon, Svizzera.
| Turno      | Sorteggio        | Andata                                                               | Ritorno                                                              |
| ---------- | ---------------- | -------------------------------------------------------------------- | -------------------------------------------------------------------- |
| Sedicesimi | 20 agosto 2015   | 7-8 ottobre 2015                                                     | 14-15 ottobre 2015                                                   |
| Ottavi     | 19 ottobre 2015  | 11-12 novembre 2015                                                  | 18-19 novembre 2015                                                  |
| Quarti     | 27 novembre 2015 | 23-24 marzo 2016                                                     | 30-31 marzo 2016                                                     |
| Semifinali | 27 novembre 2015 | 23-24 aprile 2016                                                    | 30 aprile-1 maggio 2016                                              |
| Finale     | 27 novembre 2015 | 26 maggio 2016 al Mapei Stadium - Città del Tricolore, Reggio Emilia | 26 maggio 2016 al Mapei Stadium - Città del Tricolore, Reggio Emilia |

## Sedicesimi di finale
Il sorteggio degli accoppiamenti per i sedicesimi di finale si è tenuto a Nyon il 20 agosto 2015. L'andata si è disputata il 7 e l'8 ottobre 2015, mentre il ritorno si è disputato il 14 e il 15 ottobre 2015.
| Squadra 1            | Totale      | Squadra 2           | Andata | Ritorno     |
| -------------------- | ----------- | ------------------- | ------ | ----------- |
| BIIK Kazygurt        | 2 - 5       | Barcellona          | 1 - 1  | 1 - 4       |
| Medyk Konin          | 0 - 9       | Olympique Lione     | 0 - 6  | 0 - 3       |
| Olimpia Cluj         | 0 - 15      | Paris Saint-Germain | 0 - 6  | 0 - 9       |
| Slavia Praga         | 4 - 2       | Brøndby             | 4 - 1  | 0 - 1       |
| Standard Liegi       | 0 - 8       | 1. FFC Francoforte  | 0 - 2  | 0 - 6       |
| PAOK Salonicco       | 0 - 8       | KIF Örebro          | 0 - 3  | 0 - 5       |
| Twente               | 3 - 3 (gfc) | Bayern Monaco       | 1 - 1  | 2 - 2       |
| Atlético Madrid      | 3 - 2       | Zorkij Krasnogorsk  | 0 - 2  | 3 - 0       |
| St. Pölten-Spratzern | 6 - 7       | AGSM Verona         | 4 - 5  | 2 - 2       |
| Stjarnan             | 2 - 6       | Zvezda 2005 Perm'   | 1 - 3  | 1 - 3       |
| LSK Kvinner FK       | 2 - 1       | Zurigo              | 1 - 0  | 1 - 1 (dts) |
| Chelsea              | 4 - 0       | Glasgow City        | 1 - 0  | 3 - 0       |
| PK-35 Vantaa         | 0 - 9       | FC Rosengård        | 0 - 2  | 0 - 7       |
| Minsk                | 0 - 6       | Fortuna Hjørring    | 0 - 2  | 0 - 4       |
| Spartak Subotica     | 0 - 4       | Wolfsburg           | 0 - 0  | 0 - 4       |
| Brescia              | 2 - 0       | Liverpool           | 1 - 0  | 1 - 0       |

### Andata
| Arbitro: | Karolina Radzik-Johan |

|           |           |               |
| Woods 82’ | Marcatori | 57’ R. García |

| Arbitro: | Eleni Lampadariou |

|  |           |                          |
|  | Marcatori | 10’ Ilestedt 75’ Nilsson |

| Arbitro: | Marija Kurtes |

|  |           |                                                            |
|  | Marcatori | 47’ Talonen 60’ (rig.) Pettersson-Engström 89’ Abrahamsson |

| Arbitro: | Rhona Daly |

|                                               |           |                |
| Divišová 8’, 13’ Budošová 24’ Chlastáková 52’ | Marcatori | 6’ Kristiansen |

| Arbitro: | Vesna Budimir |

|  |           |                                   |
|  | Marcatori | 10’ (rig.) Schmidt 86’ Garefrekes |

| Arbitro: | Marta Acedo |

|                                                 |           |                                                              |
| Pöltl 29’ Sipos 31’ Vágó 37’ (rig.) Pinther 77’ | Marcatori | 21’ Larsen 24’ Bonetti 41’, 73’ Pirone 82’ (rig.) Gabbiadini |

| Arbitro: | Anastasija Pustovojtova |

|            |           |  |
| Bachor 63’ | Marcatori |  |

| Arbitro: | Katalin Kulcsár |

|               |           |             |
| R. Jansen 30’ | Marcatori | 85’ Leupolz |

| Arbitro: | Marte Sørø |

|  |           |                  |
|  | Marcatori | 18’, 71’ Slonova |

| Arbitro: | Sara Persson |

|          |           |  |
| Gama 28’ | Marcatori |  |

| Arbitro: | Teodora Albon |

|                   |           |                                            |
| Stefánsdóttir 28’ | Marcatori | 5’ Bojčenko 13’ Apanaščenko 32’ Kurochkina |

| Arbitro: | Lorraine Clark |

|  |           |                       |
|  | Marcatori | 33’, 61’ (rig.) Nadim |

| Subotica 8 ottobre 2015, ore 15:00 UTC+2 | Spartak Subotica | 0 – 0 referto | Wolfsburg | Subotica City Stadium\| Arbitro: \| Gyöngyi Gaál \| |
| Arbitro:                                 | Gyöngyi Gaál     |               |           |                                                     |

| Arbitro: | Pernilla Larsson |

|  |           |                                                                  |
|  | Marcatori | 19’, 37’ Hegerberg 35’ Le Sommer 73’ Bremer 81’ Petit 84’ Renard |

| Arbitro: | Esther Azzopardi |

|  |           |                                                        |
|  | Marcatori | 38’, 71’ Mittag 43’, 54’ Cristiane 79’ Cruz 90+1’ Sarr |

| Arbitro: | Olga Zadinová |

|           |           |  |
| Kirby 39’ | Marcatori |  |

### Ritorno
| Arbitro: | Silvia Tea Spinelli |

|                                                      |           |  |
| Faißt 30’ Šimić 44’ Dickenmann 54’ Graham Hansen 62’ | Marcatori |  |

| Arbitro: | Barbara Bollenberg |

|                                 |           |  |
| Le Sommer 2’ Hegerberg 69’, 89’ | Marcatori |  |

| Arbitro: | Sofia Karagiorgi |

|                                        |           |             |
| Hermoso 11’, 65’ Serrano 20’ Unzué 52’ | Marcatori | 90’ Gabelia |

| Arbitro: | Riem Hussein |

|             |           |  |
| Sørensen 2’ | Marcatori |  |

| Arbitro: | Kateryna Monzul' |

|                                       |           |                                 |
| Erman 29’ (aut.) Behringer 75’ (rig.) | Marcatori | 13’ Roord 56’ (rig.) Roetgering |

| Arbitro: | Florence Guillemin |

|          |           |               |
| Humm 87’ | Marcatori | 99’ Mykjåland |

| Arbitro: | Sandra Bastos |

|                                                                   |           |  |
| Bélanger 2’, 25’, 76’ van de Ven 6’, 52’ Andonova 31’ Marta 45+1’ | Marcatori |  |

| Arbitro: | Ana Minić |

|                                                   |           |  |
| Spânu Olar 20’, 90+2’ (rig.) Nadim 29’ Jensen 46’ | Marcatori |  |

| Arbitro: | Stéphanie Frappart |

|  |           |              |
|  | Marcatori | 26’ Bonansea |

| Arbitro: | Zuzana Kováčová |

|                                                                      |           |  |
| Michael 10’ Markou 15’ (aut.) Talonen 24’ Chukwudi 50’ Spetsmark 76’ | Marcatori |  |

| Arbitro: | Lina Lehtovaara |

|                                                                                            |           |  |
| Delannoy 21’ Cristiane 42’, 49’, 63’ Dahlkvist 53’ Horan 65’, 66’ Olar 70’ (aut.) Sarr 84’ | Marcatori |  |

| Arbitro: | Bibiana Steinhaus |

|  |           |                                  |
|  | Marcatori | 22’ Aluko 57’ Kirby 61’ Flaherty |

| Arbitro: | Jana Adámková |

|                                     |           |                      |
| Kurochkina 45’ Apanaščenko 62’, 90’ | Marcatori | 78’ (aut.) Makarenko |

| Arbitro: | Morag Pirie |

|                                                                                       |           |  |
| Islacker 6’ Garefrekes 44’ Bartusiak 48’ (rig.) Ōgimi 68’ Crnogorčević 84’ Linden 86’ | Marcatori |  |

| Arbitro: | Carina Vitulano |

|  |           |                                    |
|  | Marcatori | 9’ González 84’ Beltrán 87’ García |

| Arbitro: | Esther Staubli |

|                                  |           |              |
| Gabbiadini 12’ (rig.) 87’ (rig.) | Marcatori | 8’, 69’ Vágó |

## Ottavi di finale
Il sorteggio degli accoppiamenti per gli ottavi di finale si è tenuto a Nyon il 19 ottobre 2015. L'andata si è disputata l'11 e il 12 novembre 2015, mentre il ritorno si è disputato il 18 e il 19 novembre 2015.
Teste di serie:
- 1. FFC Francoforte (72,860) (DT)
- Olympique Lione (115,080)
- Wolfsburg (97,680)
- FC Rosengård (69,295)
- Paris Saint-Germain (59,080)
- Fortuna Hjørring (50,870)
- Zvezda 2005 Perm' (37,520)
- Barcelona (36,530)

Non teste di serie:
- AGSM Verona (20,550)
- KIF Örebro (20,295)
- Chelsea (19,140)
- Twente (14,610)
- Brescia (14,550)
- Slavia Praga (13,560)
- Atlético Madrid (13,530)
- LSK Kvinner FK (12,075)

| Squadra 1       | Totale             | Squadra 2           | Andata | Ritorno |
| --------------- | ------------------ | ------------------- | ------ | ------- |
| Twente          | 0 - 2              | Barcellona          | 0 - 1  | 0 - 1   |
| Brescia         | 2 - 1              | Fortuna Hjørring    | 1 - 0  | 1 - 1   |
| Atlético Madrid | 1 - 9              | Olympique Lione     | 1 - 3  | 0 - 6   |
| Slavia Praga    | 2 - 1              | Zvezda 2005 Perm'   | 2 - 1  | 0 - 0   |
| Chelsea         | 1 - 4              | Wolfsburg           | 1 - 2  | 0 - 2   |
| KIF Örebro      | 1 - 1 (g.f.c.)     | Paris Saint-Germain | 1 - 1  | 0 - 0   |
| AGSM Verona     | 2 - 8              | FC Rosengård        | 1 - 3  | 1 - 5   |
| LSK Kvinner FK  | 2 - 2 (4-5 d.t.r.) | 1. FFC Francoforte  | 0 - 2  | 2 - 0   |

### Andata
| Arbitro: | Silvia Tea Spinelli |

|  |           |                             |
|  | Marcatori | 37’ Islacker 56’ Garefrekes |

| Arbitro: | Carina Vitulano |

|            |           |            |
| Talonen 3’ | Marcatori | 71’ Mittag |

| Arbitro: | Pernilla Larsson |

|  |           |               |
|  | Marcatori | 76’ R. García |

| Arbitro: | Riem Hussein |

|              |           |                                  |
| Calderón 71’ | Marcatori | 22’ Nécib 45+1’, 90+3’ Hegerberg |

| Arbitro: | Katalin Kulcsár |

|                  |           |                                         |
| Peter 54’ (aut.) | Marcatori | 3’ (aut.) C. Rafferty 78’ Graham Hansen |

| Arbitro: | Bibiana Steinhaus |

|             |           |  |
| Sabatino 2’ | Marcatori |  |

| Arbitro: | Esther Azzopardi |

|                          |           |          |
| Divišová 5’ Necidová 54’ | Marcatori | 19’ Nahi |

| Arbitro: | Jana Adámková |

|            |           |                                         |
| Pirone 30’ | Marcatori | 6’ Marta 37’ Pedersen 77’ Gunnarsdóttir |

### Ritorno
| Arbitro: | Sara Persson |

|                                     |           |  |
| Bernauer 12’ C. Rafferty 68’ (aut.) | Marcatori |  |

| Arbitro: | Kateryna Monzul' |

|                                                                     |           |  |
| Hegerberg 23’, 57’ Schelin 25’, 47’ Kumagai 45+1’ (rig.) Thomis 72’ | Marcatori |  |

| Arbitro: | Gyöngyi Gaál |

|                                                |                      |                                               |
|                                                | Marcatori            | 12’ Lundh 70’ Lund                            |
| Laudehr Marozsán Crnogorčević Störzel Islacker | Tiri di rigore 5 – 4 | Herlovsen Lund van den Berg Sønstevold Spitse |

| Arbitro: | Esther Staubli |

|               |           |  |
| O. García 25’ | Marcatori |  |

| Arbitro: | Efthalia Mitsi |

|           |           |             |
| Nadim 58’ | Marcatori | 89’ Boattin |

| Parigi 18 novembre 2015, ore 20:00 UTC+1 | Paris Saint-Germain | 0 – 0 referto | KIF Örebro | Stadio Sébastien Charléty\| Arbitro: \| Sandra Bastos \| |
| Arbitro:                                 | Sandra Bastos       |               |            |                                                          |

| Perm' 19 novembre 2015, ore 16:00 UTC+1 | Zvezda 2005 Perm' | 0 – 0 referto | Slavia Praga | Zvezda Stadium\| Arbitro: \| Morag Pirie \| |
| Arbitro:                                | Morag Pirie       |               |              |                                             |

| Arbitro: | Teodora Albon |

|                                                     |           |                |
| Bélanger 38’ Marta 50’, 67’, 87’ Fuselli 65’ (aut.) | Marcatori | 20’ Gabbiadini |

## Quarti di finale
Il sorteggio degli accoppiamenti per i quarti di finale e per le semifinali si è tenuto a Nyon il 27 novembre 2015. L'andata si è disputata il 23 marzo 2016, mentre il ritorno si è disputato il 30 marzo 2016.
Qualificate:
- 1. FFC Francoforte (72,860) (DT)
- Olympique Lione (115,080)
- Wolfsburg (97,680)
- FC Rosengård (69,295)

- Paris Saint-Germain (59,080)
- Barcelona (36,530)
- Brescia (14,550)
- Slavia Praga (13,560)

| Squadra 1       | Totale             | Squadra 2           | Andata | Ritorno        |
| --------------- | ------------------ | ------------------- | ------ | -------------- |
| Wolfsburg       | 6 - 0              | Brescia             | 3 - 0  | 3 - 0          |
| FC Rosengård    | 1 - 1 (4-5 d.t.r.) | 1. FFC Francoforte  | 0 - 1  | 1 - 0 (d.t.s.) |
| Olympique Lione | 9 - 1              | Slavia Praga        | 9 - 1  | 0 - 0          |
| Barcellona      | 0 - 1              | Paris Saint-Germain | 0 - 0  | 0 - 1          |

### Andata
| Arbitro: | Stéphanie Frappart |

|                                         |           |  |
| Wullaert 32’ Popp 52’ Graham Hansen 61’ | Marcatori |  |

| Barcellona 23 marzo 2016, ore 18:30 UTC+1 | Barcellona      | 0 – 0 referto | Paris Saint-Germain | Mini Estadi\| Arbitro: \| Katalin Kulcsár \| |
| Arbitro:                                  | Katalin Kulcsár |               |                     |                                              |

| Arbitro: | Pernilla Larsson |

|                                                                                          |           |              |
| Nécib 19’ Le Sommer 24’ Hegerberg 35’, 86’ Mbock Bathy 39’, 53’ Majri 56’ Abily 64’, 80’ | Marcatori | 42’ Svitková |

| Arbitro: | Cristina Dorcioman |

|  |           |                     |
|  | Marcatori | 71’ (rig.) Marozsán |

### Ritorno
| Arbitro: | Carina Vitulano |

|                                          |                      |                                                   |
|                                          | Marcatori            | 28’ Gunnarsdóttir                                 |
| Laudehr Störzel Islacker Schmidt Prießen | Tiri di rigore 5 – 4 | Gunnarsdóttir Andonova Marta Enganamouit Berglund |

| Praga 30 marzo 2016, ore 18:30 UTC+2 | Slavia Praga   | 0 – 0 referto | Olympique Lione | Eden Aréna\| Arbitro: \| Efthalia Mitsi \| |
| Arbitro:                             | Efthalia Mitsi |               |                 |                                            |

| Arbitro: | Riem Hussein |

|               |           |  |
| Cristiane 86’ | Marcatori |  |

| Arbitro: | Olga Zadinová |

|  |           |                              |
|  | Marcatori | 7’, 33’ Jakabfi 16’ Bachmann |

## Semifinali
| Squadra 1       | Totale | Squadra 2           | Andata | Ritorno |
| --------------- | ------ | ------------------- | ------ | ------- |
| Olympique Lione | 8 - 0  | Paris Saint-Germain | 7 - 0  | 1 - 0   |
| Wolfsburg       | 4 - 1  | 1. FFC Francoforte  | 4 - 0  | 0 - 1   |

### Andata
| Arbitro: | Bibiana Steinhaus |

|                                                                          |           |  |
| Hegerberg 18’, 40’ Le Sommier 28’, 43’ Abily 45+1’ Nécib 73’ Schelin 76’ | Marcatori |  |

| Arbitro: | Teodora Albon |

|                                                |           |  |
| Kerschowski 7’ Popp 28’ Peter 42’ Bachmann 58’ | Marcatori |  |

### Ritorno
| Arbitro: | Kateryna Monzul' |

|             |           |  |
| Prießen 90’ | Marcatori |  |

| Arbitro: | Esther Staubli |

|  |           |             |
|  | Marcatori | 44’ Schelin |

## Finale
| Arbitro: | Katalin Kulcsár |

| |                      | |
| Popp 88’ | Marcatori            | 12’ Hegerberg |
| Popp Kerschowski Peter Fischer Bussaglia | Tiri di rigore 3 – 4 | Hegerberg Schelin Renard Mbock Bathy Kumagai |
| · Schult 1 · 59’ Jakabfi 3 · Fischer 4 · Peter 8 · 113’ Blässe 9 · 73’ Bernauer 18 · Dickenmann 21 · Kerschowski 27 · Goeßling 28 · Bussaglia 30 · Popp 11 | Formazioni           | · 16 Bouhaddi · 3 Renard · 5 Kumagai 44’ · 7 Majri · 29 Mbock Bathy · 6 Henry · 10 Nécib 22’ · 23 Abily 101’ · 9 Le Sommer 79’ · 14 Hegerberg · 22 Bremer 86’ |
| · Frohms 29 · Wensing 2 · 113’ Bunte 20 · Wedemeyer 24 · 73’ Wullaert 10 · Pajor 17 · 45’ Bachmann 19                                                      | Sostituzioni         | · 30 Gérard · 17 Petit · 19 Périsset · 8 Schelin 79’ · 12 Thomis 86’ · 20 Cascarino · 24 Tarrieu                                                              |
| Ralf Kellermann | Allenatori           | Gérard Prêcheur |